# Tonsilla variegata
Espèce
Synonymes
- Coelotes variegatus Wang, Yin, Peng & Xie, 1990

Tonsilla variegata est une espèce d'araignées aranéomorphes de la famille des Agelenidae.

## Distribution
Cette espèce est endémique du Jiangxi en Chine,.

## Publication originale
- Wang, Yin, Peng & Xie, 1990 : New species of the spiders of the genus Coelotes from China (Araneae: Agelenidae). Spiders in China: One Hundred New and Newly Recorded Species of the Families Araneidae and Agelenidae. Hunan Normal University Press, p. 172-253.